# Jeroen Dubbeldam

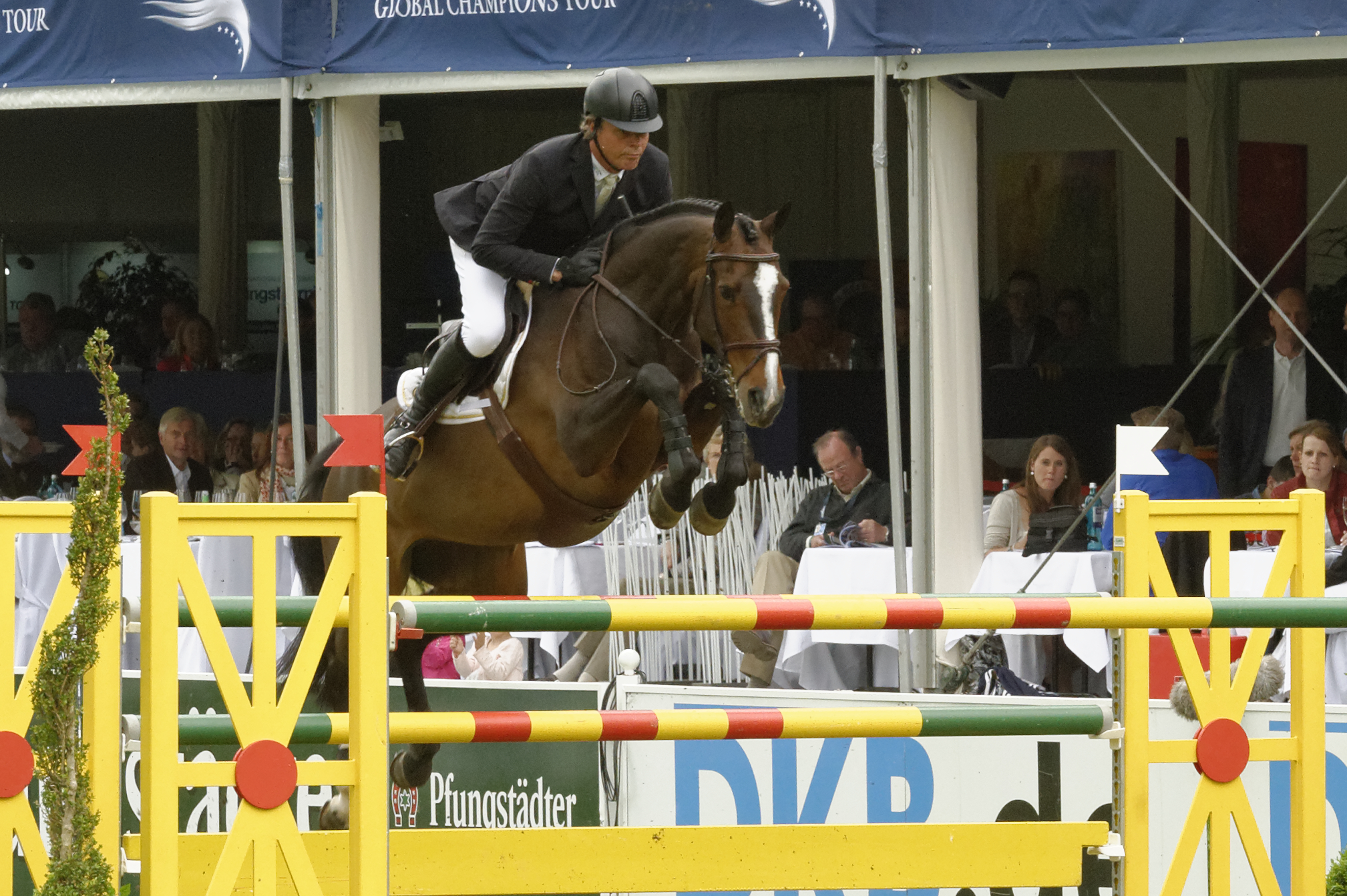
Wiesbaden 2013

Jeroen Dubbeldam (ur. 15 kwietnia 1973) – holenderski jeździec sportowy. Złoty medalista olimpijski Sydney.
Specjalizował się w skokach przez przeszkody. Igrzyska w 2000 były jego jedyną olimpiadą. Triumfował w konkursie indywidualnym, w drużynie zajął piąte miejsce. Startował na koniu De Sjiem. Był także m.in. mistrzem świata w drużynie (2006) oraz medalistą mistrzostw Europy i Holandii.